# Mission Hills (Kansas)
Mission Hills és una població dels Estats Units a l'estat de Kansas. Segons el cens del 2000 tenia 3.593 habitants.

## Demografia
Segons el cens del 2000, Mission Hills tenia 3.593 habitants, 1.284 habitatges, i 1.104 famílies. La densitat de població era de 686,8 habitants/km².
Dels 1.284 habitatges en un 38,5% hi vivien nens de menys de 18 anys, en un 81,2% hi vivien parelles casades, en un 3,7% dones solteres, i en un 14% no eren unitats familiars. En el 12,5% dels habitatges hi vivien persones soles el 7,6% de les quals corresponia a persones de 65 anys o més que vivien soles. El nombre mitjà de persones vivint en cada habitatge era de 2,8 i el nombre mitjà de persones que vivien en cada família era de 3,06.
Per edats la població es repartia de la següent manera: un 29,6% tenia menys de 18 anys, un 3,1% entre 18 i 24, un 18,1% entre 25 i 44, un 32,5% de 45 a 60 i un 16,8% 65 anys o més.
L'edat mediana era de 45 anys. Per cada 100 dones de 18 o més anys hi havia 94,9 homes.
La renda mediana per habitatge era de 188.821 $ i la renda mediana per família de 200.000 $. Els homes tenien una renda mediana de 100.000 $ mentre que les dones 62.440 $. La renda per capita de la població era de 95.405 $. Entorn de l'1,4% de les famílies i l'1,2% de la població estaven per davall del llindar de pobresa.

## Poblacions més properes
El següent diagrama mostra les poblacions més properes.